# Романов, Леонид Михайлович (дипломат)
Леони́д Миха́йлович Рома́нов (1928 — 1991) — советский дипломат. Чрезвычайный и полномочный посол.

## Биография
Кандидат исторических наук. На дипломатической работе с 1951 года.
- В 1951—1954 годах — сотрудник центрального аппарата МИД СССР.
- В 1954—1957 годах — сотрудник Посольства СССР в Мексике.
- В 1957—1959 годах — сотрудник центрального аппарата МИД СССР.
- В 1959—1961 годах — слушатель ВДШ МИД СССР.
- В 1961—1962 годах — сотрудник центрального аппарата МИД СССР.
- В 1962—1965 годах — сотрудник Посольства СССР в Бразилии.
- В 1965—1969 годах — на ответственной работе в центральном аппарате МИД СССР.
- В 1969—1972 годах — советник-посланник Посольства СССР в Перу.
- В 1972—1978 годах — на ответственной работе в центральном аппарате МИД СССР.
- С 23 августа 1978 по 23 июня 1987 года — чрезвычайный и полномочный посол СССР в Колумбии[1].
- С 23 августа 1978 по 22 июля 1982 года — чрезвычайный и полномочный посол СССР в Суринаме по совместительству[2].